# Langener Waldsee
Der Langener Waldsee in Langen (Hessen), ca. 15 km südlich von Frankfurt am Main gelegen, ist mit 89 Hektar der größte Badesee und die größte Wasserfläche im Rhein-Main-Gebiet.

## Lage und Größe
Der Langener Waldsee ist  ein ehemaliger, am Westrand jedoch heute noch genutzter Baggersee und Teil eines 240 Hektar großen Areals mit weiteren kleinen Seen, an dem die Firma Sehring Sand & Kies GmbH & Co KG seit 1927 hochquarzhaltige Mainsande und -kiese abbaut. Diese werden vorwiegend als Betonzuschlagstoffe im benachbarten Transportbetonwerk weiterverarbeitet.
Laut DKP Mörfelden-Walldorf, die sich u. a. für den Erhalt der Wälder in der Region einsetzt, sei in den 40 Jahren bis 2018 ca. 30 ha Wald, darunter ca. 15 ha Bannwald, für den Bergbaubetrieb gerodet und weitere Rodungen von ca. 60 ha seien geplant.
Das Gewässer ist ein offengelegter Grundwasseranschnitt ohne Zuflüsse umgeben von großen Waldflächen, die Wasserqualität ist daher gut. Ein Problem ist die Bodenerosion an den abgeflachten Badeufern: hier muss regelmäßig Sand neu aufgefüllt werden, weil die offenen Flächen verhärten und voller rinnenartiger Vertiefungen sonst blankliegen würden.

## Nutzung
Der Langener Waldsee bietet auf rund sieben Hektar abgetrennten Schwimmflächen einen 900 Meter langen Sandstrand, dazu Möglichkeiten zum Surfen, Segeln, Angeln und Campen sowie einen großen FKK-Bereich. Geöffnet ist die kommunale Einrichtung von Anfang Mai bis Mitte September, es sind 800 innere Parkplätze vorhanden, im Außenbereich sind die Parkmöglichkeiten begrenzt.
Am 17. Mai 1972 wurde der zum Strandbad ausgebaute Waldsee vom Hessischen Sozialstaatsminister Horst Schmidt eingeweiht. 2019 wurden das Personal- und Aufsichtsgebäude mit Containerbauten ersetzt.
Die Nutzung des Sees ist relativ streng getrennt: während dem Nordufer die Bade-, Sport- und Erholungsfunktion zugewiesen wurde, überlässt man das teilweise seicht angelegte Südufer der Natur. Im Bereich des Strandbades sind nur aufblasbare Boote erlaubt. Die Nutzung der übrigen Wasserfläche zum Angeln und für Wassersport aller Art ist durch eine Sondervereinbarung zwischen der Stadt Langen und den am Nordufer ansässigen Wassersportvereinen (siehe Weblinks) geregelt. Das gesamte Gelände außer dem Nordufer ist Betriebsgelände der Firma Sehring; zahlreiche Schilder weisen darauf hin, dass das Betreten des Ufers sowie Baden verboten ist.
An heißen Sommertagen besuchen bis zu 20.000 Menschen den See, daher kommt es rund um die Anlage oft zu großen Staus, die in den Verkehrsmeldungen der regionalen Radiosender durchgegeben werden. Wer diese Staus umgehen möchte, kann mit dem Waldseebus vom S-Bahnhof Dreieich-Buchschlag direkt bis zum Eingang fahren. Die Eintrittspreise für dieses naturnahe Strandbad liegen etwas unter denen städtischer Beckenbäder.

### Veranstaltungen
- Seit 2002 findet hier alljährlich im Juli im Rahmen des Ironman Germany das Schwimmen über 3.800 m dieses Langstrecken-Triathlons statt, bei dem rund 2.000 Athleten aus 40 Nationen teilnehmen. Zum Start am Morgen finden sich jedes Jahr ungefähr 15.000 Zuschauer am Langener Waldsee ein.
- Seit 2010 startet hier auch der Frankfurt-City-Triathlon jährlich mit dem Schwimmen über 400, 750, 1.500 bzw. 2.000 m.
- 2011 und 2015 wurde von den zwölf Kirchengemeinden im Evangelischen Dekanat Dreieich eine Tauffeier am Langener Waldsee veranstaltet. Für 2019 ist dies ebenfalls geplant.[5]
- Erstmals 2018 fand am Waldsee ein „Yoga Beach Festival“ statt.[6]

## Drehort in Filmen
Der Langener Waldsee diente unter anderem auch als Kulisse für zahlreiche Filme.
So war der Waldsee zum Beispiel einer der zentralen Drehorte für den 1981 erschienen Krimiserie Tatort: Schattenboxen mit Kriminalhauptkommissar Bergmann. Auch wurden hier diverse Szenen für den Imagefilm der Stadt Langen gedreht.

## Bildergalerie

Langener Waldsee Entwicklung 1984–2016
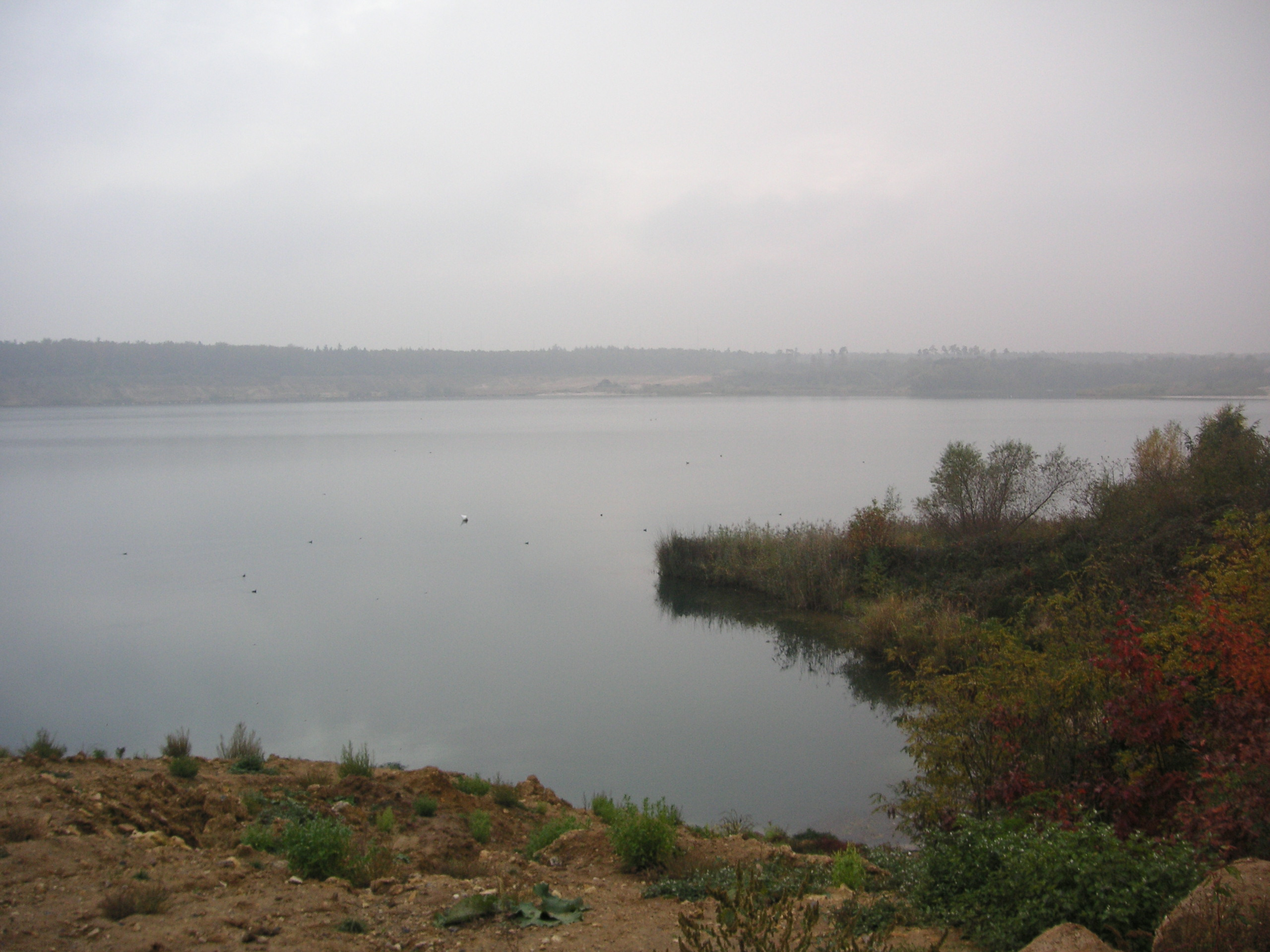
Langener Waldsee (2008)
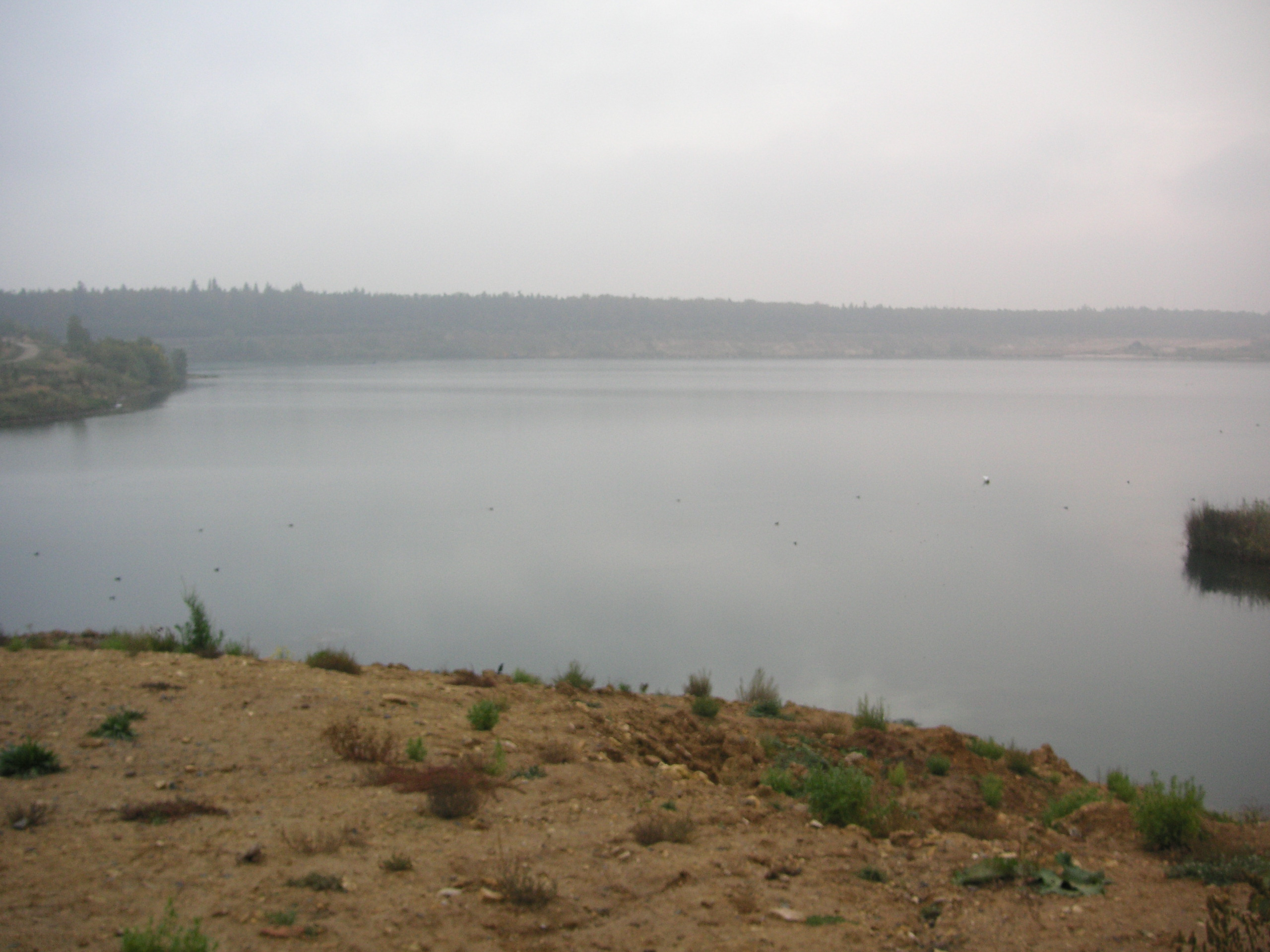
Langener Waldsee (2008)
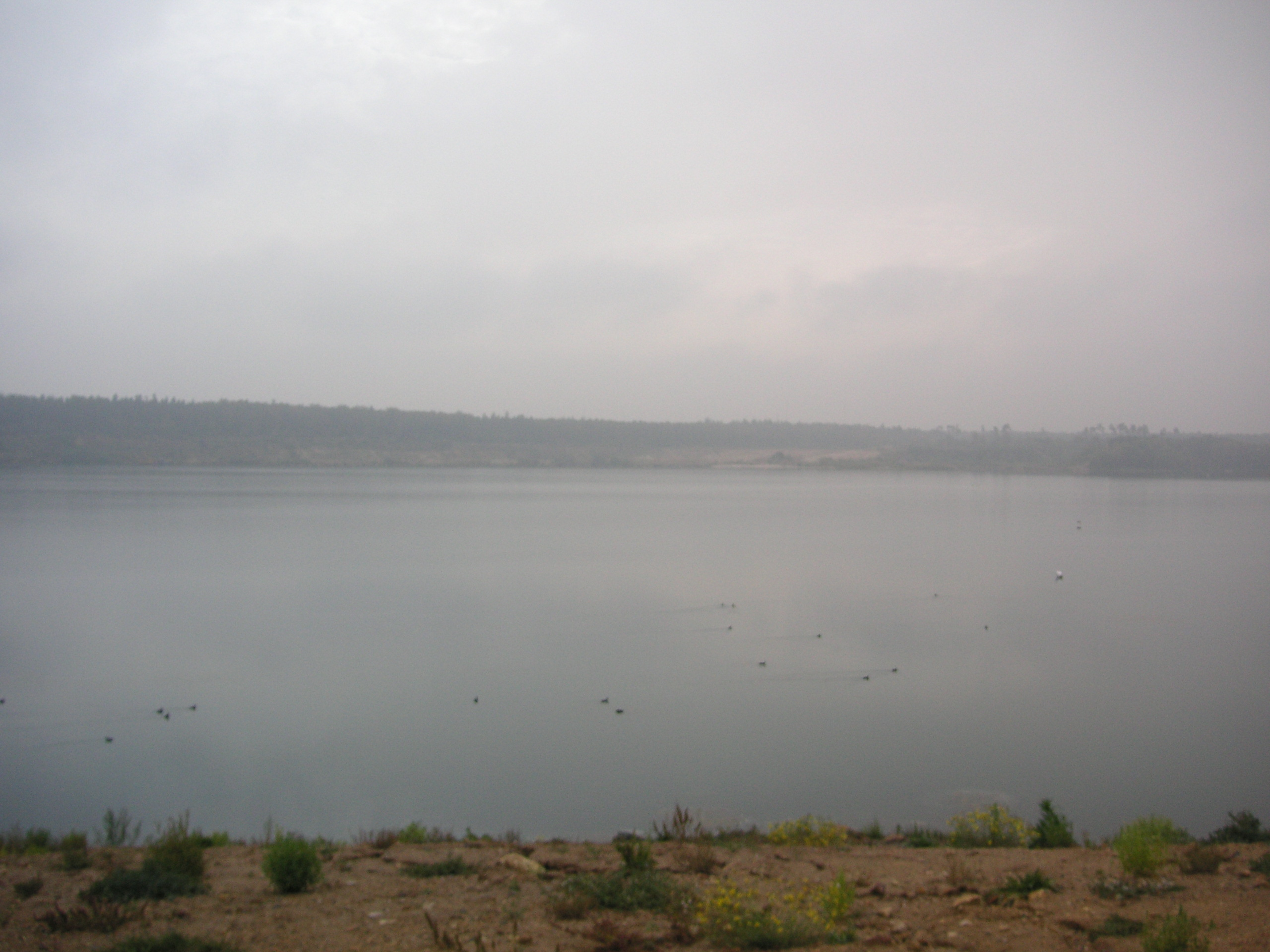
Langener Waldsee (2008)
Langener Waldsee; Blickrichtung Nordwest (2012)
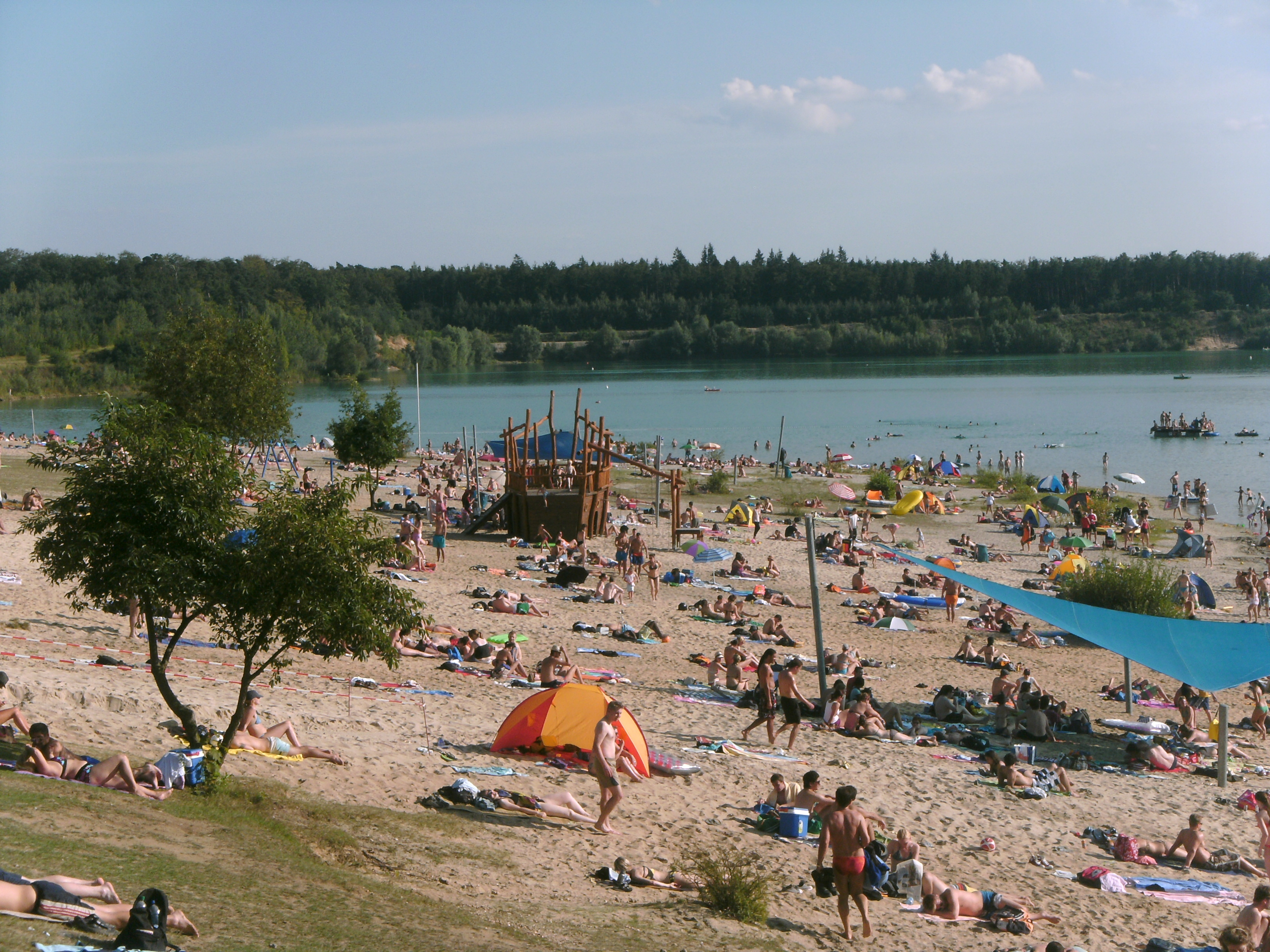
Langener Waldsee (2008)